# Táblagép
A táblagép vagy tablet PC hordozható számítógép, amelyet leginkább tartalomfogyasztásra fejlesztettek ki. Ezeknek az eszközöknek a legfeltűnőbb jellegzetessége a lapos, palatáblára emlékeztető formai kialakítás és méretarányok és ezzel együtt az igen nagy kijelzőfelület, amely az eszköz előlapjának több mint 75%-át is elfoglalhatja (pl. 12×16 cm-es képernyő és 13×19 cm-es keret); ez a kialakítás a felhasználói élmény növelését hivatott fokozni, főleg az audiovizuális tartalmak esetén. Hátránya azonban, hogy a kezelhetőséget nehezítik a hiányzó beviteli perifériák, pl. tartalomgyártás és szerkesztés esetén. Lényegében tulajdonságai és mérete alapján az ún. marokkészülékek (PDA, okostelefonok) és a billentyűzettel rendelkező netbookok közé helyezhető. Célja a tényleges hordozhatóság megtartása mellett a kényelmes tartalom felhasználáshoz szükséges (minél nagyobb) kijelző méret elérése. A táblagép elsődleges kezelési felülete a kijelzőként is funkcionáló érintőképernyője, ami a billentyűzettel és egérrel rendelkező számítógépekhez képest eltérő felhasználási, fejlesztési és vezérlési (programozási) filozófiát követel. Leegyszerűsített, táblagépekre szabott alkalmazások által egyes alapvető használati funkciók könnyebben vezérelhetőek, mint az ún. „asztali számítógépek” esetén, azonban ezen egyszerű használati módon túllépő igény esetén a lehetőségek erősen korlátozottak.
A táblagépeknél ma már követelménynek tekinthetők az olyan integrált kiegészítők, mint a vezeték nélküli kapcsolatot szolgáló eszközök: Wi-Fi, bluetooth, mobilnet, valamint az olyan hasznos kiegészítők, mint a mikrofon, hangszóró, GPS, kamera, giroszkóp, gyorsulásmérő és a magnetométer.

## Jellemzése
A táblagépek pontos definícióját nehéz megadni, mivel több cég párhuzamosan és több irányból megközelítve fejlesztett olyan modelleket évtizedeken át, amely részben ebbe a szegmensbe sorolható. Így meghúzni egy pontos határvonalat nem lehet. Jobb híján, mivel ezt a piaci szegmenst önállóvá és meghatározóvá az Apple iPad-je tette így ebből az eszközből kiindulva meghatározhatjuk, hogy ma leginkább mi tekinthető táblagépnek és mik a jellemzői.
Az egyik legátfogóbb meghatározás a következő: a táblagép jelenleg a legnagyobb olyan kézben használható személyi számítógép, amely tényleges használat közben is mobilisnak tekinthető, kézben használható, speciális támasz (pl. asztal) vagy segédeszköz nélkül.
Mérete leginkább 7–14 hüvelyk hasznos képátló közé tehető. Nyilván a mérettrend változhat idővel, de azért ennek rugalmassága behatárolt, hiszen a túl nagy készülék elveszíti a könnyen hordozhatóság előnyét a kisebb méretet pedig már értelmetlenné teszik a már jelenlévő okostelefonok.
Manapság az elvárt jellemzők közé a következő tulajdonságok tartoznak:
- Nincs beépített billentyűzet, helyette kapacitív érintőképernyő virtuális klaviatúrával.
- Színes kijelző.
- Vezeték nélküli kapcsolat (rendszerint wi-fi).
- Minimális vezetékes ki- és bemenet (rendszerint audiokimenet és USB-port, ami ideális esetben töltő csatlakozás is).
- Több órás üzemidő (a mobilitás érdekében), és legalább 150 óra készenléti idő.
- Lejátszik médiafájlokat és internetböngészésre is alkalmas.
- Használattól függően GPS, beépített kamera(k), digitális iránytű, 3 irányú gyorsulásmérő.

## Típusai

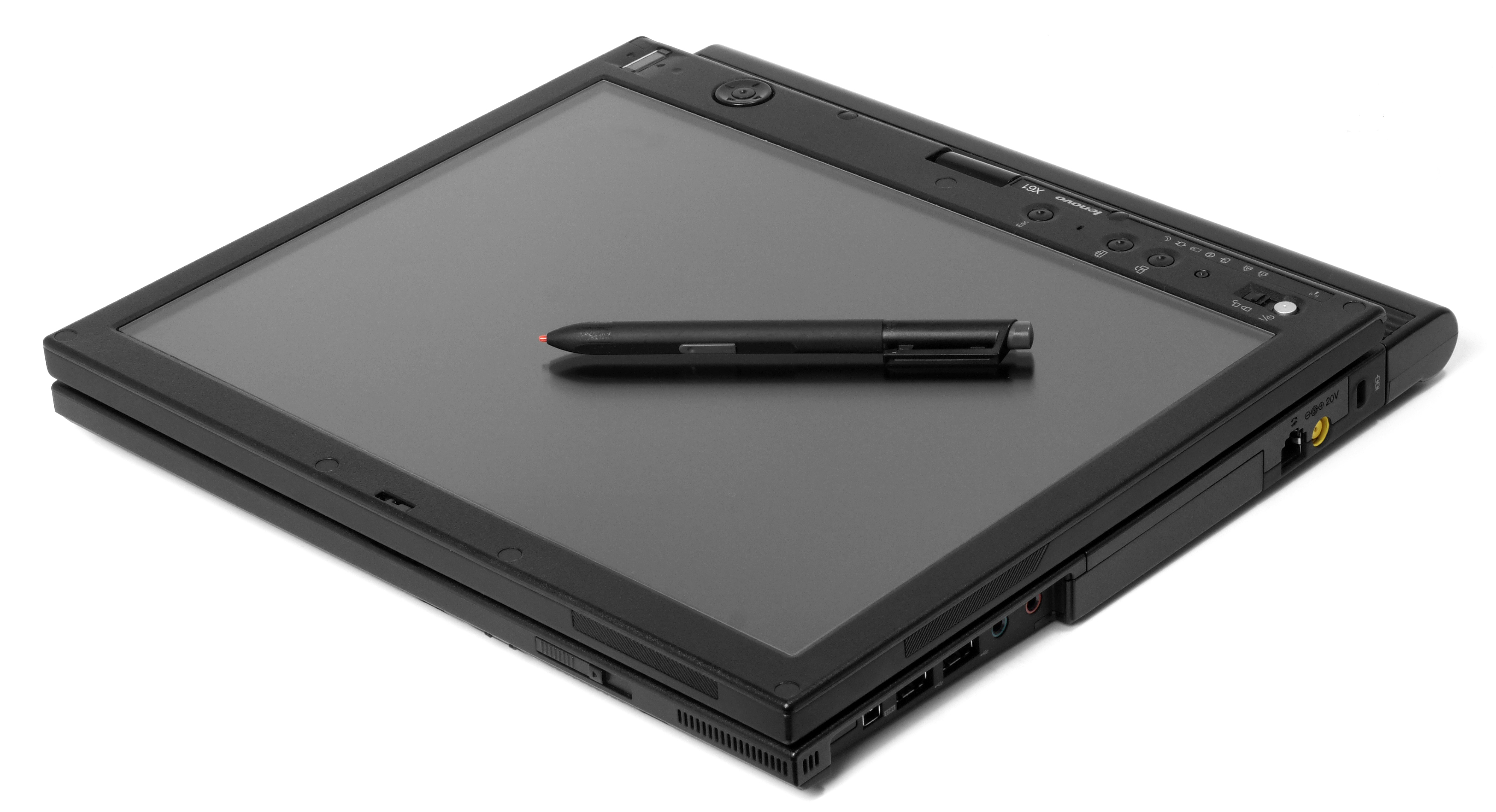
A Lenovo X61 ún. slate táblagép üzemmódban

### Fejlesztés alapú csoportosítás
Nincsenek éles határvonalak a típusmeghatározásnál, de leginkább különbséget a fejlesztési irány és cél alapján tehetünk.
- Slate táblagép (X86-alapú) lényegében PC-ből fejlesztett kompakt eszköz. Ilyen volt a Microsoft 2001-ben bejelentett gépe. Az érintőképernyővel rendelkező notebookokat hívják így, mint pl. a Lenovo Yoga nevű gépe.
- Mobilból fejlesztett (ARM-alapú) PC irányába. Ilyen az iPad. Itt a készülék képességei korlátozottabb, mint a tablet PC esetében, de ez nem feltétlenül csak a hardver miatt fordulhat elő, hanem üzletpolitikailag is limitálhatja a gyártó által biztosított, egyes PC-k esetén megszokott funkciókat, mint pl. a szabad egyéni szoftvertelepítést. Tulajdonképpen nagyra nőtt mobilok ezek, mivel a hardverük (és sok esetben a szoftverük is) nem tér el lényegesen egy átlagos mai okostelefontól. (Többek között az Android, BlackBerry, Windows RT, webOS, MeeGo és iOS alapú gépek tartoznak ide.)
- Tablet PC vagy Hibrid (X86-alapú). Szintén PC-ből fejlesztett, lecsatolható billentyűzettel, vagy billentyűzet nélkül forgalmazott gép. Ilyen volt a Lenovo X61 Tablet. A Windows 8 alapú tábla PC-k mindegyike ide tartozik (a Windows RT viszont nem).

### Adatkapcsolat szerinti csoportosítás
A táblagépek alapvetően két csoportra oszthatóak adatkapcsolat szerint:
- Helyi vezeték nélküli kapcsolat. Ez a táblagépek alapváltozata, ahol a gép önmagától helyi Bluetooth, NFC, Wi-Fi, vagy egyéb hasonló kapcsolattal képes az internethez (és más eszközökhöz is) kapcsolódni, akár a notebookok. Ezek a helyi hálózatok rendszerint ingyenesek, de csak rövidtávú hatósugárral rendelkeznek, például egy lakásban, irodában, bevásárlóközpontban, így az ilyen gépek is csak ott használhatóak magukban. Közvetlen mobilinternetes hálózathoz általában nem tudnak kapcsolódni, mert az ahhoz szükséges modemek telepítőprogramjai nem kompatibilisek a táblagépek operációs rendszereivel.
- Mobilinternetes kapcsolat. Ezek a gépek az előbbi Wi-Fi és egyéb helyi hálózatok mellett képesek önmaguktól a 3G, 4G mobilinternethez is kapcsolódni, akár az okostelefonok, épp emiatt ilyen táblagépek kisebb méretű modelljei akár telefonként is funkcionálhatnak. Ennek megfelelően a legismertebb ismertetőjegyük a rajtuk lévő SIM-foglalat, ami az előző változatokról hiányzik. Ezek a mobilinternetes táblagépek már bárhol használhatóak, viszont a csak Wi-Fi-s gépekhez képest jelentősen drágábbak lehetnek.

A nagy gyártók kínálatában ugyanannak a típusnak rendszerint mindkét változata megtalálható.

### Egyéb csoportosítás
A 2011 év végén a korábban e-könyv-olvasókat értékesítő két nagy könyvkereskedelmi online cég az Amazon és a Barnes & Noble is belépett a táblagép piacra a maguk fejlesztette alsó kategóriás, olcsó készülékükkel. Ez némileg átrendezi a piacot és kezd körvonalazódni egy csatolt szolgáltatásra épült piac is. 2012-ben új - főleg szoftvergyártó - piaci szereplők léptek be a táblagép-értékesítők közé a Google és Microsoft személyében. Az újraalakuló piac aztán lépésre kényszerítette a Apple céget is, hogy megjelenjen - korábban Steve Jobs által ellenzett - kisebb méretű táblagéppel is. A piac évről évre alakul. A 2012 év végére a táblagép eladások zöme két szegmensre bontható:
- 7"-8" közötti táblagépek. Előnyük, hogy olcsóbbak és mobilisebbek. Az Amazon, Barnes & Noble és Google a hardvert közel profitmentesen vagy akár veszteségesen adja és csatolt szolgáltatáson profitált. Az Apple pedig presztízsokokból van jelen itt. Számos modell ebben a méretben telefonként is funkcionál a telefonálásra még alkalmas méret miatt.
- 9"-11" közötti már klasszikusnak mondható kategória. Itt jellemző még, hogy a hardveren van profit is. Az eladásokat pedig még 2012-ben is az Apple uralta.
A két szegmensben a kiélezett versenynek köszönhetően a hardver felszereltségében már nem jellemző komolyabb eltérés a nagy gyártók között.
A nagy kereslet miatt a piacon megjelentek még az ún. „olcsó táblagépek”. Ezek minőségükben és felszereltségükben jelentősen eltérnek a piacot meghatározó termékektől. Gyakori, hogy e termékek eredete bizonytalan. Fejlesztésüket a piacvezető termékekből átvett gazdaságos megoldások jellemzik.

## Története

2001 Űrodüsszeia filmben Dave parancsnok evés közben egy táblagépszerű eszközt használ.

Az egyik legújabb szegmens a számítástechnikai piacon, noha sci-fi filmekben mint jövőbeli eszköz igénye már a évtizedekkel ezelőtt megjelent. Elsőnek a mai táblagépekhez hasonlító eszköz a Stanley Kubrick által 1968-ban rendezett 2001 Űrodüsszeiában látható. Ennek a ténynek felidézése a szabadalmi perekben is felmerült az elsőség bizonyításakor. Később a nagy sikerű Star Trek filmsorozat állandó kelléke lesz, valamint Douglas Adams alapötlete, az interaktív Galaxis útikalauz is a mai táblagépek előfutárának bizonyult.
Néhány helyen a táblagép eredetét az érintésérzékeny táblákig vezetik vissza, amely már évtizedekkel ezelőtt opcionálisan csatlakoztatható periféria volt. Elsődleges céljuk ezen tábláknak, hogy lehetővé tegyék a kézi rajzot, írást vagy egyszerűen egért kiváltó eszközként működtek a személyi számítógéphez csatolva. Az tény, hogy az érintőképernyő ősének tekinthető, de a táblagép fő követelménye, a mobilitás egyáltalán nem volt cél. Ráadásul az érintőtábla perifériahardverek, önálló opcionális eszközként jelen vannak ma is, főleg a tervező iparban. A táblagép-fejlesztésekre ezenkívül számos esetben hatással voltak a PDA-k, laptopok és egyes modelleknél az okostelefonok fejlesztésénél szerzett technológia tapasztalatok.
A kereskedelmi forgalomba kerülő készülékek közül az 1989-ben piacra dobott Grid Systems GRiDPAD-ja volt az, ami legjobban egyesítette mindazt formában, amit alapvetően a táblagépekben ma is meghatározónak tartunk, de a 10 hüvelykes kijelző itt még monokróm, és beépített toll segítségével volt lehetőség az adatbevitelre. Képességei korlátozottak voltak mai szemmel és természetesen a technikai fejlettség azon időszakában még szó sem lehetett médiakezelésről, de abban az időben jóval meghaladta korát. Az első mai értelemben vett táblagépet a Microsoft cég jelentette be 2001-ben, ami 2002-ben került forgalomba, de magas ára miatt nem lett sikere és gazdasági bukás volt. Az igazi sikert és áttörést az Apple iPad megjelenése hozta 2010-ben. Az Apple már a Microsoft készülékének 2002 forgalomba hozása után fejleszteni kezdte a maga táblagépét, de a munkákat felfüggesztették, amikor az iPhone ötlete felmerült és az erőforrásokat és az addigi fejlesztéseket a telefongyártásnál használták fel. Az iPhone sikere után aztán újraindult az új termék szegmens fejlesztése, ami - köszönhetően a tudatos tervezésnek és marketingnek - páratlan áttörést hozott. A 2002 és 2010 közötti időszakban csak szórványosan jelent meg egy-egy új modell, de az iPad sikere után 2010-ben a főbb hardvergyártók piacra dobták a maguk modelljét. Többségük már az iPad felépítése alapján fejlesztett, ami több szabadalmi perhez is vezetett később. Az erős konkurencia hatására az árak esni kezdtek. A 2011-ben az korábban e-könyv olvasók piacán vezető szerepet betöltő Amazon is belépett a táblagépek piacára a Kindle Fire táblagépével. Az Amazon piacszerzési módszerének alapja a rendkívül nyomott alacsony ár tartása a hardvereladásoknál így a Kindle Fire megjelenésével aláment a korábban lélektaninak számító 200 dollárnak új irányt mutatva a piacnak. Válaszul a konkurens Barnes & Noble is bejelenti saját táblagépét.

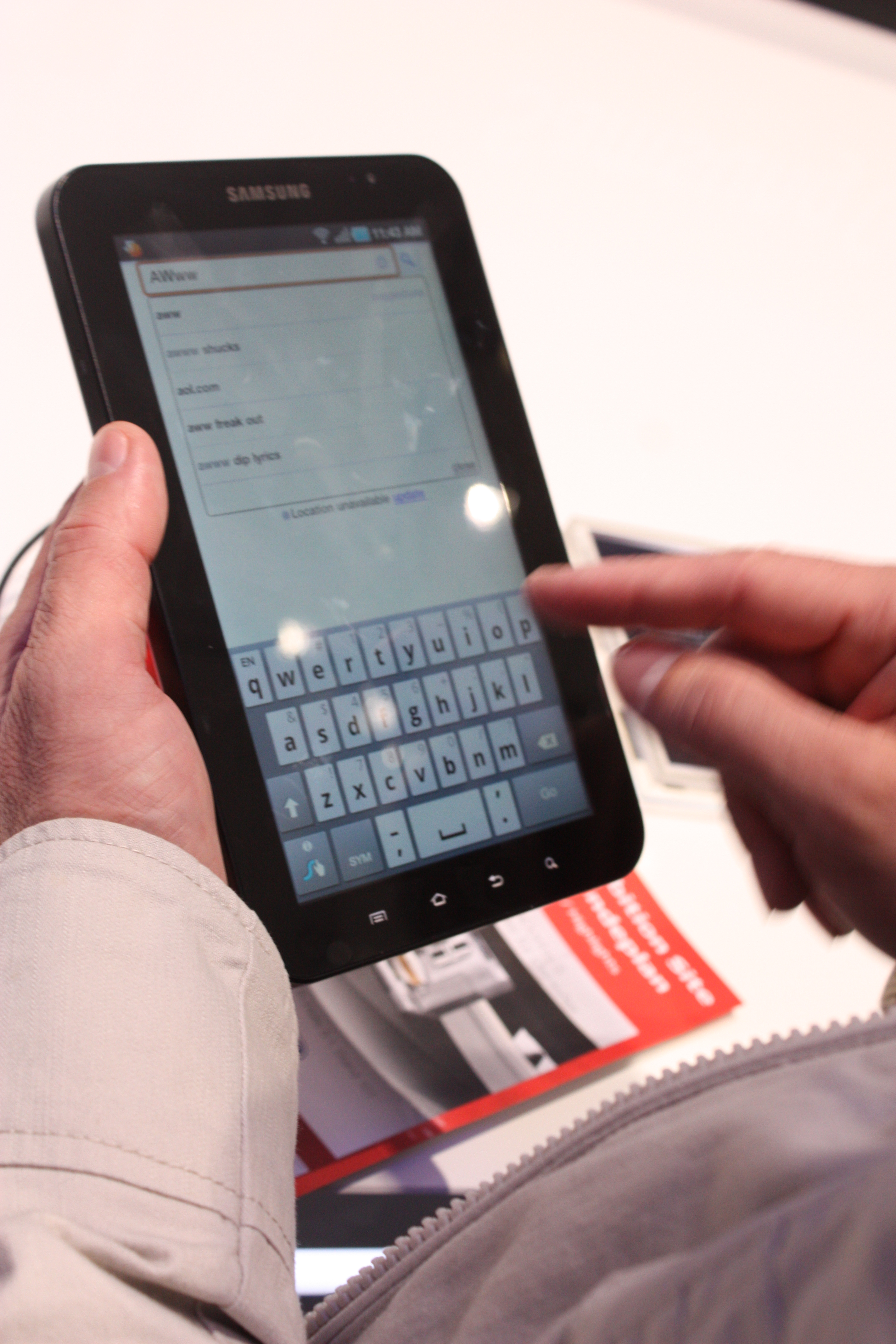
Samsung Galaxy Tab

### Főbb típusok
- 1989 - Grid Systems GRiDPad - Leginkább táblagépszerű korai modell.
- 2001 - Microsoft tablet PC
- 2006 - Samsung Q1
- 2007 - Lenovo ThinkPad X61
- 2008 - HP TouchSmart
- 2010
  - Apple iPad 9.7" - 499-829 dollár
  - Samsung Galaxy Tab
- 2011
  - BlackBerry Playbook
  - Amazon Kindle Fire - 7"-os, 200 dollár alatti táblagép.
  - NOOK Tablet™ - 7"-os táblagép.
- 2012
  - Google nexus 7 - 7"-os, 200 dollár alatti táblagép.
  - Kindle Fire HD 7" - 8,9"-os, 199 - 499 dollár
  - Microsoft Surface RT 10.6" 499-699 dollár - Lecsatolható billentyűzettel. ($599-)
  - Samsung Galaxy Note 10.1 10.1" - „S Pen” kapacitív toll használata 500-550 dollár
  - iPad mini 7.9" 329 dollár

## Kiegészítők
A legfontosabb opcionális kiegészítők:
- Csatlakoztatható billentyűzet, amely megkönnyíti a szöveg bevitelt. Újabban vezeték nélküli típusok is megjelentek.
- Egér, amely szintén kapható vezeték nélküli kivitelben is.
- A különböző védőtokok és fóliák amelyek a hordozhatóságból eredő fokozott igénybevételt ellen védenek.
- Kitámasztók és tartók. Olvasáshoz, videónézéshez. Asztalra helyezhető vagy autóba rögzíthető típusok.
- Az érintőképernyő használatához érintő ceruza, illetve rajzoláshoz és kézíráshoz használatos ún. stílustoll (stylus pen).
- Különféle USB-n keresztül működő átalakítók, mint pl. HDMI csatlakozó vagy memóriakártya-olvasó.

## Jövője

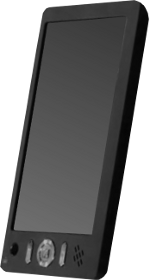
Aakash, az indiai 60 (35) dolláros táblagép.

A táblagépek mára olyan tömegáruvá váltak, amely átlagotthonban is jelen lehet, de már most nagy az ipari érdeklődés is a benne rejlő lehetőségek miatt. Főleg az egészségügyben tűnik hasznosnak a hordozható, szöveget, képet, videót megjelenítő színes nagy képernyő méretű eszköz.
A másik fontos hasznosítási terület az oktatásé lehet, de ez a szektor meglehetősen árérzékeny. Mindenesetre Indiában bejelentették az oktatásra szánt leegyszerűsített modellt, amely állami támogatással 35 dollárért lesz elérhető a diákoknak. Ennek a készüléknek a teljes ára nagyjából 60 dollár lesz a tervek szerint Indián belül.
Érdekes és biztató eredményt hozott a „One Laptop Per Child” szervezet kísérlete a táblagépek oktatásban való hasznosságáról. Két - modern civilizációtól elzárt - etióp faluban osztottak szét Motorola Xoom táblagépeket az analfabéta gyerekek között. A táblagépekre előtte oktató programokat, e-könyveket és filmeket telepítettek. Az egyetlen műszaki segítség, amit adtak, a napelemes töltők voltak, amelyek használatát megmutatták a felnőtteknek. Egy kutató hetente egyszer meglátogatta a gyerekeket, hogy felmérje a fejlődésüket. Néhány hónap alatt figyelemre méltó eredményeket mutattak. Volt például olyan gyermek, aki kívülről tudta az „ABC” dalt, vagy egyes szavakat le tudott írni. A legmeglepőbb mégis az volt, hogy 5 hónap után a gép bizonyos letiltott funkcióit feltörték a gyerekek, akik számítástechnikai eszközt a kísérlet előtt nem használtak.

## Külső hivatkozások
- Táblagép.lap.hu – Linkgyűjtemény
- A tabletek átveszik a hatalmat? – Index, 2010. október 18.
- Mire használható a táblagép? – Blikk, 2011. június 22.
- Az Amazon az új Apple – Index, 2011. október 25.
- NOOK Tablet™ (angolul)
- ThinkPad X61 Tablet (angolul)
- History Of Tablet PCs (PHOTOS) (angolul)
- A Brief History of Unsuccessful Tablet Computers (angolul)